# Imperia (groupe)
Pour les articles homonymes, voir Imperia.
Imperia est un groupe de metal symphonique, mené par la chanteuse norvégienne Helena Iren Michaelsen (ex Trail of Tears). Les musiciens, au nombre de six, proviennent de divers pays d'Europe (Norvège, Finlande, Pays-Bas, Allemagne, et Belgique).

## Biographie
L'aventure débute en 2003 avec l'enregistrement d'une reprise du groupe Dead Can Dance, The Lotus Eaters, figurant sur la compilation The Lotus Eaters - Tribute to Dead Can Dance, réalisée en l'hommage du groupe suscité. Vient, en 2004, la parution du premier album du combo, The Ancient Dance of Qetesh. Le groupe évolue dans une musique atmosphérique où des sonorités égyptiennes sont mariées à du speed metal, et où le chant opératique d'Helena règne.
Leur second album, plus éthéré et plus « conventionnel », fait sa sortie en avril 2007 sous le nom de Queen of Light,. Le thème abordé sur la chanson éponyme est l'acte merveilleux qu'est celui de donner la vie à un enfant. La chanteuse Helena accouche pendant la période de l'enregistrement de cet album. Entre ces deux albums, le groupe se concentre sur le projet solo d'Helena, portant le nom d'Angel. A Woman's Diary Chapter 1 est un album s'éloignant beaucoup de l'univers d'Imperia. Loin de toute musique heavy, on retrouve une ambiance plus légère, axée sur une musique rock acoustique traitant des aventures survenant dans la vie d’une femme.
Le troisième album s'intitule Secret Passion, et est sorti le 25 mars 2011, toujours chez Massacre Records.

## Discographie

### Albums studio
- 2004 : The Ancient Dance of Qetesh
- 2005 : A Woman’s Diary – Chapter One (sous le nom d’Angel)
- 2007 : Queen of Light
- 2011 : Secret Passion
- 2015 : Tears of Silence
- 2019 : Flames of Eternity
- 2021 : The Last Horizon
- 2024 : Dark Paradise

### Compilations
- 2013 : Queen of Passion

### Démo
- 2003 : The Lotus Eaters - Tribute to Dead Can Dance

## Membres

### Membres actuels
- Helena Iren Michaelsen - chant (depuis 2003)
- Gerry Verstreken - basse (depuis 2003)
- Jan « Örkki » Yrlund - guitare (depuis 2003)
- Stephan « Steve » Wolz - batterie (depuis 2003)

### Anciens membres
- John Stam - guitare (2003–2010)
- Audun Gronnestad – claviers, orchestrations (2003–2010)